# Augochlora micans
Augochlora micans är en biart som först beskrevs av Jesus Santiago Moure 1940.  Augochlora micans ingår i släktet Augochlora och familjen vägbin. Inga underarter finns listade.